# Distretto di Rakovník

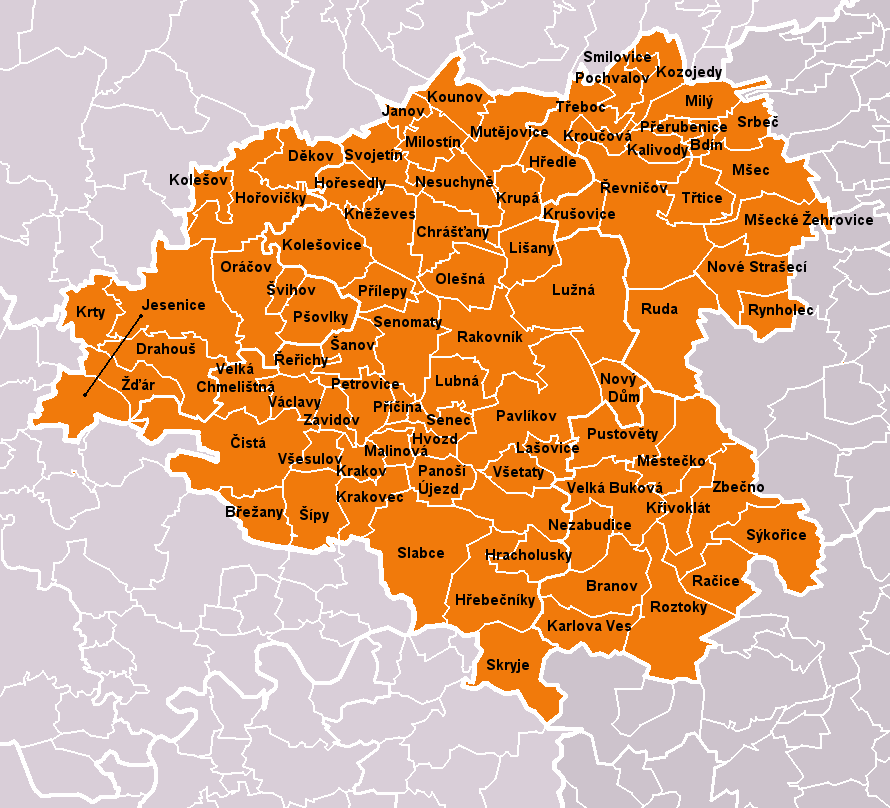
Comuni del distretto di Rakovník

Il distretto di Rakovník (in ceco okres Rakovník) è un distretto della Repubblica Ceca nella regione della Boemia Centrale. Il capoluogo di distretto è la città di Rakovník.

## Geografia antropica
Il distretto conta 83 comuni:

### Città
- Jesenice
- Nové Strašecí
- Rakovník

### Comuni mercato
- Kněževes
- Křivoklát
- Mšec
- Pavlíkov
- Senomaty
- Slabce

### Comuni
- Bdín
- Branov
- Břežany
- Chrášťany
- Čistá
- Děkov
- Drahouš
- Hořesedly
- Hořovičky
- Hracholusky
- Hřebečníky
- Hředle
- Hvozd
- Janov
- Kalivody
- Karlova Ves
- Kolešov
- Kolešovice
- Kounov
- Kozojedy
- Krakov
- Krakovec
- Kroučová
- Krty
- Krupá
- Krušovice
- Lašovice
- Lišany
- Lubná
- Lužná
- Malinová
- Městečko
- Milostín
- Milý
- Mšecké Žehrovice
- Mutějovice
- Nesuchyně
- Nezabudice
- Nový Dům
- Olešná
- Oráčov
- Panoší Újezd
- Petrovice
- Pochvalov
- Přerubenice
- Příčina
- Přílepy
- Pšovlky
- Pustověty
- Račice
- Roztoky
- Ruda
- Rynholec
- Řeřichy
- Řevničov
- Senec
- Skryje
- Smilovice
- Srbeč
- Svojetín
- Sýkořice
- Šanov
- Šípy
- Švihov
- Třeboc
- Třtice
- Václavy
- Velká Buková
- Velká Chmelištná
- Všesulov
- Všetaty
- Zavidov
- Zbečno
- Žďár